# Dúo Sacapuntas
El Dúo Sacapuntas era un duo còmic format per El Pulga (Juan Rosa) i El Linterna (Manolo Sarria). Van treballar junts durant 23 anys (de 1979 fins a la mort de Juan Rosa en 2002) com a humoristes. Van protagonitzar múltiples actuacions, gales i esquetxos. El nom feia referència al cridaner contrast entre l'elevada altura de Sarria i la petitesa de Rosa.
Durant anys van treballar en diversos espectacles en sales de festa i altres locals d'oci a la Costa del Sol.
La fama els va arribar en 1987 quan van ser seleccionats per Chicho Ibáñez Serrador pel seu concurs Un, dos, tres... responda otra vez on interpretaven un torero, El Linterna (Manolo Sarria) i un monosabio, El Pulga (Juan Rosa). Les seves frases ganxo eren ¿Cómo estaba la plaza?... ¡Abarrotáaaaaa! i el 22, 22, 22.... Tant en aquest com en uns altres esquetxos Sarria solia fer el paper d'un home colèric i Rosa el d'una persona entre totxa i sarcàstica que, obrint molt els ulls, aguantava els cops del seu company quan aquest acabava perdent la paciència.
En el seu paper còmic de toreros van rodar en 1987 la seva única pel·lícula (directament per a vídeo) titulada Yo quiero ser torero i dirigida per Miliki.
Després de la defunció de Juan Rosa Mateo en 2002, Manuel Sarria continua com a còmic amb el nom de "Sacapuntas".